# Federazione cestistica di Antigua e Barbuda
La Federazione cestistica di Antigua e Barbuda è l'ente che controlla e organizza la pallacanestro ad Antigua e Barbuda.
La federazione controlla inoltre la nazionale di pallacanestro di Antigua e Barbuda e ha sede a St. John's.
È affiliata alla FIBA dal 1976 e organizza il campionato di pallacanestro di Antigua e Barbuda.